# Kościół klasztorny w Nykøbing Falster
Kościół klasztorny (duń. Klosterkirken) – gotycka świątynia luterańska w duńskim mieście Nykøbing Falster. Siedziba Nykøbing F Sogn, gminy parafialnej. W kościele znajduje się malowidło przedstawiające drzewo genealogiczne królowej duńskiej Zofii.

## Historia
Klasztor założono w 1419 roku, za rządów Eryka Pomorskiego. Należał on do zakonu franciszkanów. Był pierwotnie poświęcony Maryi Dziewicy, śś. Michałowi Archaniołowi i Franciszkowi z Asyżu. Do czasu ukończenia kościoła msze prowadzono jednym z pomieszczeń klasztornych. W 1429 roku w obiekcie odbywały się negocjacje między duńskim rządem a władzami miast hanzeatyckich, w których uczestniczyło 11 biskupów. Budowę kościoła ukończono najprawdopodobniej w 1482 roku. Klasztor został opuszczony przez zakonników w 1532 roku. Król Danii i Norwegii Fryderyk I Oldenburg podarował świątynię miastu, które z kolei przekazało kościół protestantom. W 1766 roku podwyższono kościelną wieżę. Zawieszone na niej dzwony pochodzą z lat 70. XX wieku, 1493 i 1634 roku. Prócz nich zamontowany jest 26-dzwonowy carillon z 1969 z holenderskiej ludwisarni Petit & Fritsen.

## Architektura
Kościół zbudowany w stylu gotyku ceglanego, jednonawowy. Świątynia pomieści około 400 osób.

## Galeria

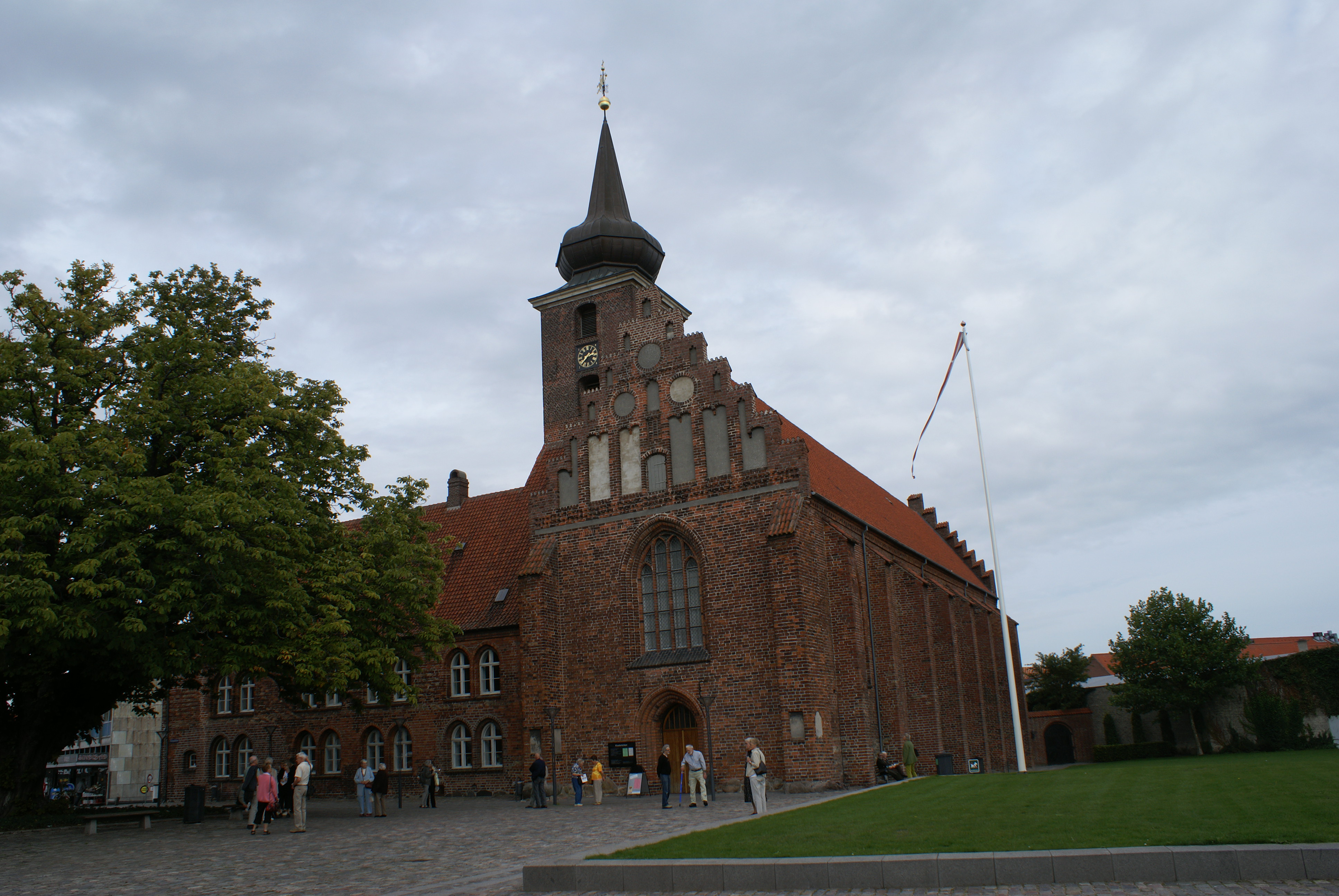
Fasada kościoła
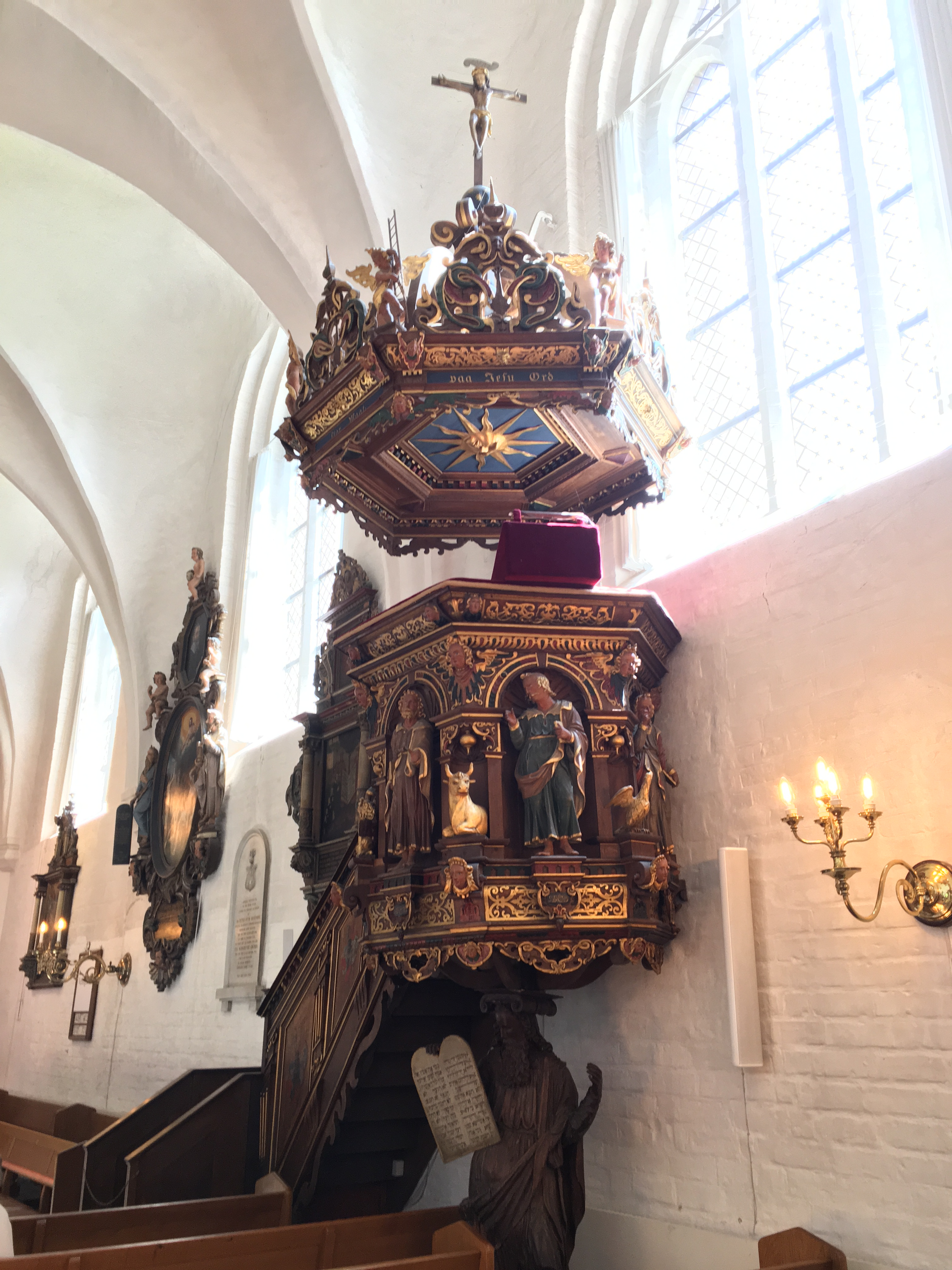
Ambona
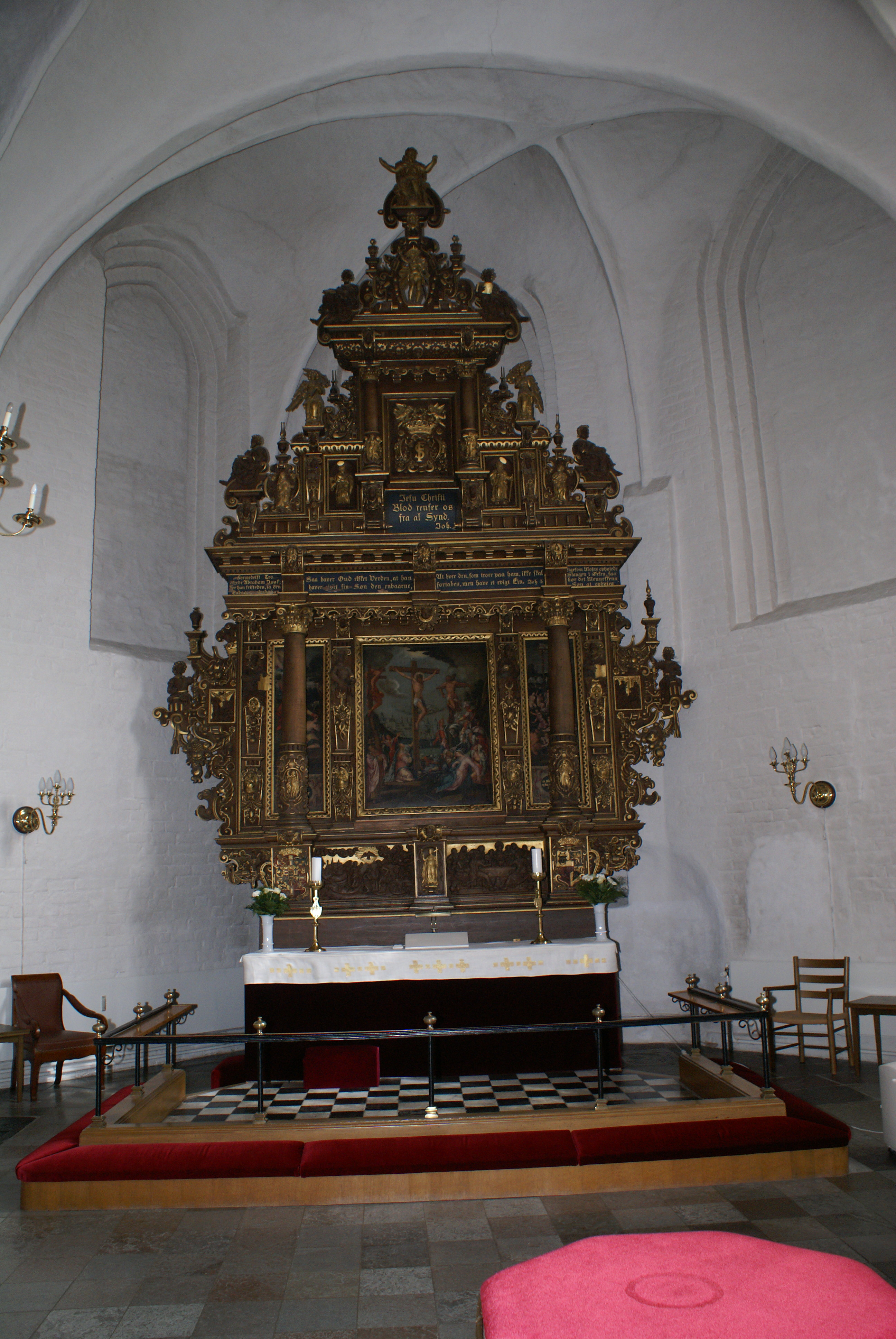
Absyda i ołtarz główny